# 제14회 아시안 필름 어워즈
제14회 아시안 필름 어워즈는 2020년 10월 28일에 열린 시상식이다.

## 수상 및 후보

### 최우수작품상
- 기생충 - 봉준호 수상
- 꿀벌과 천둥 - 이시카와 케이
- 나의 아들에게 - 왕 샤오슈아이
- 아호, 나의 아들 - 청몽홍
- 타파드 - 아누바하브 신하
- 데어 이즈 노 이블 - 모함마드 라술로프

### 최우수감독상
- 나의 아들에게 - 왕 샤오슈아이 수상
- 풍선 - 완마 차이단
- 데이즈 - 차이밍량
- 기생충 - 봉준호
- 아호, 나의 아들 - 청몽홍
- 바람의 목소리 - 스와 노부히로

### 남우주연상
- 남산의 부장들 - 이병헌 수상
- 캐슬 오브 드림스 - 하메드 베다드
- 아호, 나의 아들 - 이웬 첸
- 퍼스트 러브 - 쿠보타 마사타카
- 아저씨 x 아저씨 - 태보
- 나의 아들에게 - 왕징춘

### 여우주연상
- 소년시절의 너 - 주동우 수상
- 너를 정리하는 법 - 추티몬 추엥차로엔수키잉
- 82년생 김지영 - 정유미
- 옆얼굴 - 츠츠이 마리코
- 웻 시즌 - 여얀얀
- 나의 아들에게 - 메이 용

### 신인상
- 소년시절의 너 - 이양천새 수상
- 위 아 챔피언스 - 범소훈
- 데이즈 - 아농 호웅흐앙시
- 미성년 - 김혜준
- 퍼스트 러브 - 코니시 사쿠라코

### 남우조연상
- 지구의 끝까지 - 카세 료 수상
- 기생충 - 최우식
- 풍선 - 진파
- 아호, 나의 아들 - 리우 쿠안 팅
- 아저씨 x 아저씨 - 원부화

### 여우조연상
- 아호, 나의 아들 - 가숙근 수상
- 아저씨 x 아저씨 - 구가문
- 기생충 - 이정은
- 하룻밤 - 다나카 유코
- 소년시절의 너 - 주 이

### 최우수 각본상
- 기생충 - 봉준호 외 1명 수상
- 풍선 - 완마 차이단
- 캐슬 오브 드림스 - 모흐센 가라에이 외 1명
- 나의 아들에게 - 왕 샤오슈아이 외 1명
- 아호, 나의 아들 - 장요승 외 1명

### 최우수 촬영상
- 더 와일드 구스 레이크 - 동경송 수상
- 풍선 - 루송예
- 잘리카투 - 기리쉬 강가다란
- 사냥의 시간 - 임원근
- 지구의 끝까지 - 아시자와 아키코

### 최우수 제작디자인상
- 기생충 - 이하준 수상
- 걸리 보이 - 수잔 카플란 메르완지
- 군달라: 슈퍼히어로의 탄생 - 웬세슬라우스 드 로자리
- 나의 아들에게 - 뤼동
- 유랑지구 - 가오앙

### 최우수 작곡상
- 걸리 보이 - 카쉬 케일 외 1명 수상
- 잘리카투 - 프라샨트 필라이
- 음악 - 반세 토모히고 외 2명
- 기생충 - 정재일
- 사바하 - 김태성

### 최우수 음향상
- 꿀벌과 천둥 - 쿠레이시 요시후미 수상
- 백두산 - 최태영
- 기생충 - 최태영
- 유랑지구 - 왕단롱
- 더 와일드 구스 레이크 - 장양

### 최우수 편집상
- 기생충 - 양진모 수상
- 소년시절의 너 - 이보 장
- 나의 아들에게 - 리 차타메티쿨
- 아호, 나의 아들 - 뇌수웅
- 타파드 - 야샤 람찬다니

### 최우수 시각효과상
- 반교: 디텐션 - 토미 쿠오 외 1명 수상
- 백두산 - 진종현
- 퍼스트 러브 - 오오타가키 카오리
- 기생충 - 홍정호
- 유랑지구 - 딩얀라이

### 최우수 의상상
- 너를 정리하는 법 - 파차린 수라와타나퐁스 수상
- 소년시절의 너 - 오리로
- 천문: 하늘에 묻는다 - 조상경
- 걸리 보이 - 아르준 바신 외 1명
- 킹덤 - 미야모토 마사에

### 최우수 신인감독상
- 37세컨즈 - 미야자키 미쓰요 수상
- 반교: 디텐션 - 존 쉬
- 엑시트 - 이상근
- 마리암 - 샤리파 우라즈바예바
- 프린스 에드워드역에서: 내 오랜 남자친구에게 - 노리스 웡 이람
- 위즈덤 투스 - 양밍